# 大怪獣バトルの登場キャラクター
- ウルトラシリーズ > 大怪獣バトル > 大怪獣バトルの登場キャラクター
  - ウルトラギャラクシー大怪獣バトル > 大怪獣バトルの登場キャラクター
  - ウルトラギャラクシー大怪獣バトル NEVER ENDING ODYSSEY > 大怪獣バトルの登場キャラクター
  - 大怪獣バトル ULTRA MONSTERS > 大怪獣バトルの登場キャラクター

大怪獣バトルの登場キャラクター（だいかいじゅうバトルのとうじょうキャラクター）は『大怪獣バトル ULTRA MONSTERS』、『ウルトラギャラクシー大怪獣バトル』、『ウルトラギャラクシー大怪獣バトル NEVER ENDING ODYSSEY』をはじめとする大怪獣バトルシリーズの登場人物、および怪獣、宇宙人を記述する。

## 『ウルトラギャラクシー大怪獣バトル』の登場キャラクター

### ZAP SPACY

#### スペースペンドラゴンのクルー
レイ
演：南翔太
『ウルトラギャラクシー大怪獣バトル』ならびに続編『ウルトラギャラクシー大怪獣バトル NEVER ENDING ODYSSEY』の主人公。開拓惑星ボリスでZAP SPACYが出会った謎の青年。一切の記憶を失っているが、本能のままに怪獣への強い敵対心からバトルナイザーで怪獣を倒して回っていた。当初はZAPへの協力を「俺には関係ない」と拒んでいたが、なりゆきで行動を共にするうち、仲間との強い信頼関係を築いていき、第4話でクルーになる。自分の使用怪獣に対しても、当初は戦うためのただの道具としか見ていなかったが、ヒュウガたちとの出会いを機に人間らしさに目覚め、次第に掛け替えのない相棒として接するようになった。瀕死の重傷を負ってもたちどころに回復し、一跳びで長距離移動する人間離れした身体能力の持ち主。時々頭に浮かぶ、“岩に埋もれた巨人”（ウルトラマンらしき巨人）のイメージに悩まされている。
レイの正体は、レイブラッド星人が自ら後継者とすべく作り出した“レイオニクス”と呼ばれる存在で、レイブラッド星人の遺伝子情報を受け継ぐ地球人だった。赤ん坊の時にブルトンによって惑星ボリスに運ばれ、青年の姿に1か月で急成長し、怪獣無法惑星と化したボリスで戦い生き抜くことでレイブラッド星人として覚醒するはずだったが、ウルトラマンの介入やZAP SPACYとの交流で独自の意志を持ち始める。ケイトとの命を賭けたレイオニクスバトルでレイモンとして覚醒し、勝利した後ペンドラゴンのクルーと共に無事惑星ボリスを脱出した。
『NEO』ではペンドラゴンクルーとの交流やウルトラマンの導きにより地球人として生きることを決意した。レイオニクスとしての強さは、主に使用するゴモラのパワーも相まってグランデ登場以前は他の追随を許さない位置におり、第二覚醒後はグランデすらも遥かに凌駕するようになった。
惑星ボリスでの経験からペンドラゴンクルーとは強い絆で結ばれており、特にヒュウガをかけがえのない仲間と思うと同時に父のように慕っている。また相棒の怪獣にも、素直に信頼を表すことが多くなった。また、怪獣たちの方もレイのことを信頼しており、レイがバトルナイザーに話しかけると嬉しそうに反応するようになる。
レイオニクスバトルが行われている惑星ハマーに流れ着いたことで、レイブラッド星人の邪悪な血がもたらす闘争本能に流され、暴走。レイモン （バーストモード）となり手当たり次第に暴れ回り、ヒュウガすらその手にかけようとする。一度はアイスラッガーの力により鎮静化するもダイルとの戦いで再び暴走、ペンドラゴンクルーに襲い掛かろうとするが、自らの意志とヒュウガが投げたアイスラッガーをその胸に受けたことにより邪悪な闘争本能を浄化。以降は暴走することはなくなった。
グランデとの戦いでエレキングを倒されてしまい命の危機に陥るが、エレキングが絶命寸前でリンクを切っていたことでバトルナイザーの中にその命を保存するという形で生存。ケイトや仲間たちの声に導かれ復活し、新たにレイオニクスバトルを終わらせ、レイブラッド星人の宇宙征服の野望を阻止するという使命に目覚めた。
その後アイスラッガーの導きでアーマードダークネスを破壊し、その中に入り暴走を押さえ込んでいたウルトラセブンを解放。失ったエレキングの代わりにミクラスを贈られ、新たな手持ち怪獣としている。最終回でミクラスと別れた。
手持ちのバトルナイザーは、グランデとの再戦以降、新たにネオバトルナイザーへと形を変えている。なお玩具のネオバトルナイザーはゴモラ、リトラ、エレキングのみに対応されている。
ゲーム版では伝説的なレイオニクスとなっている。
『大怪獣バトル ウルトラ銀河伝説 THE MOVIE』ではウルトラマンメビウスにより氷漬けにされた光の国へ向かい襲ってきたドラコ、サラマンドラ、ベムスターに対しゴモラを召喚しようとするもシャプレー星人の攻撃でネオバトルナイザーを氷山に落としてしまうがモロボシ・ダンに助けられる。
『ウルトラ銀河伝説外伝 ウルトラマンゼロVSダークロプスゼロ』ではヒュウガと共に多次元宇宙に浮かぶ謎の惑星チェイニーに漂着し、別次元にも存在していたもう一人のレイに出会う。
『ウルトラマンゼロ外伝 キラー ザ ビートスター』ではクマノたちが待つ惑星ブラムにヒュウガとともに向かう途中でビートスター天球に遭遇し、ビートスター配下のロボット群との戦いに身を投じる。
ヒュウガ ヒロシ（日向 浩）
演：小西博之
ZAP SPACYの宇宙船スペースペンドラゴンの船長。常に冷静沈着で、豪快な性格で、部下からは「船長」ではなく、「ボス」と呼ばれないと返事もしない。人を選ぶ基準として「自分が必要としているかどうか」ということを挙げており、いちはやくレイの能力に目を付け、記憶について調べることを条件にスカウトし、最後まで自身なりの直感で信じ続けた。決断力に富み、レイを助けるために一発しか撃てないハイパーオメガ砲を撃つことにもまったく躊躇しなかった。
『NEO』では仲間思いの面が強調され、望まぬ暴走を繰り広げるレイのことを誰よりも気にかけていた。
『大怪獣バトルウルトラ銀河伝説』以降は、口周りにヒゲを生やしている。
『ウルトラマンゼロVSダークロプスゼロ』ではレイと共に多次元宇宙に浮かぶ謎の惑星チェイニーに漂着し、そこで別次元にも存在していたもう一人のヒュウガに出会う。
『ウルトラマンゼロ外伝 キラー ザ ビートスター』では惑星ブラムにレイとともに向かう途中でビートスター天球に遭遇し、そこで出会ったエメラナを身を挺してかばったり、正義の心に目覚めたジャンキラーに搭乗するなどの活躍を見せる。
- フルネームに関しては小西によると若くして亡くなった友人である円谷浩に捧げる意味で自分の役名を日向浩（ヒロシ）に変更してもらったという。
- 第1作目の第1話のトライガンナーを隊員たちに手渡すシーンでは、手慣れていることがわかるように銃を回して相手側にグリップを向けて渡している。台本上では「発射！」というセリフであったが、『機動戦士ガンダム』の艦長が戦艦の主砲を撃つ際に「（撃）てぇっ！」という叫び方を真似している。オキの部屋には小西の愛称である「コニタン」と書かれた怪獣の資料がある。『NEO』第6話で投げたアイスラッガーは撮影終了後に小西が貰い、家に飾っているという。
- 小西がゲスト出演した『烈車戦隊トッキュウジャー』第14話では、監督の加藤弘之が本作品を意識して小西演じる取手刑事を「ボス」と呼ぶ台詞を追加している。

ハルナ ジュン（榛名 ジュン）
演：上良早紀
スペースペンドラゴンの副長。高い戦闘能力を誇り、規律には厳格で融通が利かない性格で、自分が能力を認めた人物でなければ、船長など上官にでも反論することも辞さないため、クマノによるとZAP SPACYでも扱いにくい人物として有名。レイに対しては懐疑的で加入にも強硬に反対であり、警戒心を抱いていたが、ネロンガの襲撃から助けられた件を機に和解して、信頼できる戦友となった。惑星ボリスの開拓団にいた兄のヒロキはベムスターの襲撃によって消息不明になっていたが、第10話にてヴィンセント島で再会した。劇中、仲間の本当の意味を理解する。
『NEO』ではボスが不在の時は艦長代理を務め、ZAP地球本部からの状況報告を求める通信を強引に切ったり、侵入者であるダイルに対して常に厳しい態度を取っていた。また、ザラブ星人に捕まり、入れ替わられるという災難に遭っている。
『ウルトラマンゼロVSダークロプスゼロ』と『ウルトラマンゼロ外伝 キラー ザ ビートスター』では名前しか登場しない。
クマノ マサヒコ（熊野 正彦）
演：俊藤光利
スペースペンドラゴンのエンジニア。どんなメカも完璧に修理する技術を持つほど優秀で、歴戦の勇士ヒュウガ船長をして「魔法使い」という異名を言わしめる頼もしい存在。「クマさん」と仲間たちから呼ばれている。豪放磊落、気は優しくて力持ちなムードメーカー的存在。メカに異常な愛情を示し、怪獣を愛するオキとは趣味も性格も対照的だが、マニア同士の二人は良いコンビ（エンディング後の怪獣図鑑コーナーもこの二人が担当している）。過去に宇宙人が送り込んだロボットにも詳しく、キングジョーのことを知っていた。
『NEO』でもメカニックの腕は健在で、レイオニクスバトルに介入することで被弾することが多くなったペンドラゴンには欠かせない人材である。ペンドラゴンには相当愛着があるらしく、ペダン星人によって改造されている時に「俺のペンドラゴンが!」と嘆いていた。
『NEO』でもオキとの名コンビぶりも健在で、怪獣への知識には相変わらず疎い。エンディング後の大怪獣バトルファイルではなぜかガルベロスに詳しかった。
『ウルトラマンゼロVSダークロプスゼロ』では惑星チェイニーで別次元にも存在したもう一人のクマノが登場。
『ウルトラマンゼロ外伝 キラー ザ ビートスター』では、惑星ブラムからの通信でアロハシャツ姿を披露し、後にジャンボットの修復作業をサポートした。
オキ コウイチ（隠岐 恒一）
演：八戸亮
クルーの中でも最年少で、今回の航行が初仕事となるスペースペンドラゴンのルーキー。大学で怪獣学を専攻していた。鳴き声や足跡など絶滅怪獣のさまざまな特徴にも精通する学者肌で、恐怖心より好奇心が強く、自分の身に危険が迫っても、その危険を忘れて絶滅怪獣に出会えたことやその能力を見たことに歓喜する無鉄砲な一面を持つ超の付く絶滅怪獣マニア。パソコンに怪獣のデータをファイリングし、自室には怪獣に関するファイルや自作も含む怪獣フィギュアが大量に並べられている。ただ、詳しいのはあくまでも「怪獣」限定で、宇宙人の名は思い出せないこともあった。余計なことを周囲の空気を読まずにしゃべるなど、やや空気が読めないところがあり、トラブルメーカーな一面もある。レイとは怪獣を通して親しくなり、イメージに現れる巨人をウルトラマンではないかと推理した。
『NEO』では怪獣マニアであることは変わらないが、空気の読めない言動はやや控え目になった。怪獣だけでなく宇宙人にも興味を持ち、フィギュアまで作っている。50年後を舞台とした漫画作品『大怪獣バトル ウルトラアドベンチャー』では地球支部の司令官となっている。
『ウルトラマンゼロVSダークロプスゼロ』と『ウルトラマンゼロ外伝 キラー ザ ビートスター』では名前しか登場しない。

#### 資源輸送基地の隊員
ハルナ ヒロキ（榛名 ヒロキ）
演：影丸茂樹
行方不明になっていたジュンの兄で、惑星ボリスの資源輸送基地の責任者かつ生存者のリーダー。ヴィンセント島に部下のアトウと共に避難していた。かつては妹同様スペースペンドラゴンの副長を務めており、ヒュウガからも絶対の信頼を寄せられていた。戦闘機パイロットとしての腕も一流で、ドラゴンスピーダーでゼットンを翻弄した。
アトウ
演：石井英明
ヒロキの部下である科学者。丁寧口調で話すが、性格はあまり良くない。ベラルゴシティで家族を失ったため怪獣を嫌悪している。そのためブルトンのことを嬉々として話すオキに不快感を示していた。その後、ヴィンセント島にベロクロンやドラゴリーが出現したのはZAPクルー（特に怪獣を使役しているレイ）が来たからだと疑い、最後までその態度が翻ることはなかった。さらに惑星ボリス脱出後にレイのことを地球本部に報告しており、その結果『NEO』第1話でレイがZAPに拘束される事態となった。

#### 責任者
地球本部司令官
演：小沢日出晴
ZAP SPACYの地球本部の最高責任者。『NEO』第1話では、映像としてヒュウガの前で姿を現していた。レイが人間ではないことを疑いを持ち、ZAP警備班に拘束を命じ、ヒュウガには監禁されたレイの解放を許さなかった。

### レイオニクス
ケイト
演：蒲生麻由
レイと同じく黒いバトルナイザーを持つ謎の女性。初登場時はアズサ・マキという惑星ボリスに駐留するZAPのバイオプラント研究員の女性の姿に擬態して登場した。レイと何か因縁があるらしく、彼が加入したZAP SPACYの敵として自らもまたさまざまな怪獣を呼び寄せ、彼を孤立させるために他のクルーとの信頼関係を崩そうと戦いを挑む。マキの名を偽ってペンドラゴンに潜入したこともある。冷酷無比な性格をしており、使えない怪獣は容赦なく切り捨てる冷徹さを持つ。パートナー怪獣はファイヤーゴルザ、ガンQ、ゼットン。
その正体は、レイブラッド星人の遺伝子を受け継いだレイオニクスであり、レイの姉。レイに試練を与えることでレイブラッド星人への覚醒を促す役割を担っていた。レイとのレイオニクスバトルに敗れ、レイに対して肉親からの激励とも取れる言葉をかけながら消滅した。
『NEO』ではレイブラッド星人と同じく精神体となった。レイがグランデに敗れた後、「レイをレイブラッド星人の後継者、宇宙の支配者にするため」と言いペンドラゴンクルーに接触。レイを生き返らせる方法を教えた。その後、最終決戦を目前にしたレイの精神世界に現れ、レイブラッド星人を倒すという決意と覚悟を確かめると、「決して死ぬな」と言い残して姿を消した。前作と比べると残酷な面が薄く、どちらかと言えば弟思いの優しい姉のような雰囲気になっている。
ゲーム版『大怪獣バトルNEO』の終盤にも登場。光のシルエットのような姿で現れ、EXゼットンにされた自分のゼットンを鎮めている。この時も口調や声が優しいものになっていた。
グランデ
演：唐橋充
『NEO』に登場。レイのライバルとなるキール星人のレイオニクス。レイオニクスの中でも実力者で「ネオバトルナイザー」を所持する。使用する怪獣はタイラント、レッドキング。
『ウルトラアドベンチャーNEO』で未来からやってきたアイ（後述）と対決。ペダン星人の乱入で中断されたが、彼が使っていたレッドキングに興味を持ち、タイラントを失った後の2代目パートナーに選定したきっかけとなっている。
『大怪獣バトルNEO ギャラクシーサーガ』ではカブト・ザ・キラーとの戦いでレイを援護する。

### レイブラッド星人
レイモン
声：南翔太
スーツアクター：岩田栄慶
レイが、ケイトとのレイオニクスバトルの中で、完全にレイブラッド星人の遺伝子を覚醒させた真の姿。ゴモラをEXゴモラにパワーアップさせて戦いに勝利し、石化させられた初代ウルトラマンの封印を解いた。元から常人離れしていた身体能力もさらに向上しており、同じ等身大ならば宇宙人と互角以上に戦い、倒すことも可能。武器は両腕に生えた鋭い鰭のアームフィン。この他、テレビゲーム『大怪獣バトルウルトラコロシアム』ではレイブラッド譲りの超能力「レイオニクスドレイン」や光線技「サンレイオニックラッシュ」で巨大怪獣とも戦う。一人称は『ウルトラギャラクシー』から四半世紀後の『ウルトラコロシアム』まで「俺」、さらに四半世紀後（半世紀後）のゲーム版以降で「私」になっている。
ゲーム版のストーリーモードでもシルエットで初期のころから登場。やがて詳細が明らかになると同時にスーパーコンボカードで登場し、NEO第4弾で怪獣カードとして登場した。ステータスはアタックとスピードに優れ、ディフェンスとパワーに劣るタイプと、アタック・ディフェンス・パワーが高めで、スピードにやや劣るタイプが存在する。必殺技はEXゴモラを召喚して敵に連続回転攻撃を仕掛けさせた後、EX超振動波を放つ「トドメだ！ゴモラ」、リトラ（S）を召喚して連続体当たりを仕掛けさせ、ファイヤーストライクを決める「今だ！リトラ」、ミクラスを召喚して連続突進攻撃を仕掛けさせる「行け！ミクラス」がある。NEO-GL第2弾ではウルトラギャラクシーNEOで使用していた「アイスラッガー」が追加された他、スーパーコンボカードでメビウスとのタッグ必殺技「超振動メビュームシュート」を披露し、RR以降はタッグ必殺技として扱われるようになった。
- デザインは丸山浩が担当した。デザインベースはレイブラッド星人。当初は通常形態とは別に戦闘モードもデザインされたが、採用されなかった。当初は、ウエットスーツの裏地のジャージを表面にする想定だったが、1体のみの製作で汚れる懸念があったため、通常通りウエットスーツでの製作となった。

レイモン （バーストモード）
レイモンが敵への強い怒りの感情によって、赤黒いオーラを放ちながら変身するレッドゾーンレベルの力を解放した凶暴形態。全身の色は青が基調のレイモンとは異なり赤と黒が基調となり、目は赤く染まっている。レイモンよりさらに強く、他のレイオニクスを圧倒するパワーを持つが、レイブラッド星人の邪悪な衝動に精神を支配され、レイの意志に関係なく闘争本能のままに暴走し、手当たり次第に戦いと破壊を続ける。ゴモラにも敵怪獣をいたぶるような戦いをさせるだけでなく、自らも敵レイオニクスに直接暴行を働くなどその行動は完全に暴走している。レイはウルトラセブンのアイスラッガーの力を借りて自らの中にある邪悪な闘争本能に打ち勝ったが、『大怪獣バトル ウルトラ銀河伝説 THE MOVIE』では、ウルトラマンベリアルに直接レイブラッドの邪悪な因子を注ぎ込まれた際に再びこの姿に変身、暴走してしまっている。この時はヒュウガの思いを込めた鉄拳を胸に受けて元に戻ることができた。
ゲーム版大怪獣バトルNEOではレイモンがレイオニックバーストをした際の姿として描かれ、さらに劇中の行動を再現したスーパーコンボカード（技名は「バーストレイモンスロード」）も登場。そしてEXラウンドにも登場しており、こちらでもゴモラを使用する。

究極生命体 レイブラッド星人
声：佐藤正治（ゲーム、テレビ）、蝶野正洋（映画）、金子はりい（ウルサマボイスドラマ）
スーツアクター：西村郎、丸山貢治（NEO）
ヤプールやヒッポリト星人さえも銀河の覇者として恐れられた全知全能を自称する宇宙人。かつて何万年にも渡って宇宙を支配していた。エンペラ星人やジュダなどと並ぶ宇宙の侵略勢力の支配者的存在である。
本編では、第12話でケイトが語ったシーンにのみ登場。ブルトンを操って惑星ボリスを怪獣無法惑星に変え、植民していた地球人を救いに来たウルトラマンをも岩の中に封印した。肉体は数百年前に滅び去っているが、精神体は未だ健在で、近未来設定の「現在」でも存在している。自らの後継者を決めるために宇宙中にレイブラッドの遺伝子をバラ撒き、様々な惑星でレイオニクスと呼ばれる怪獣使いの人間を誕生させている。また、レイモンとケイトは特にレイブラッド星人の血を色濃く受け継いでいる。
『NEO』では精神体として登場。惑星ハマーにレイオニクスを集結させ、勝ち残った最後の一人を自らの後継者として選ぼうと企んでいた。ハマーの極点にエネルギーを集中させワームホールを作り出し、レイをその中の特殊フィールドに誘き寄せ「最後の試練」として死んだはずのアーマードメフィラスを巨大化させゴモラにぶつける。アーマードメフィラスが倒されるとレイを後継者と認めるが、拒否されたことでレイの体を利用して自らが完全復活するべくアーマードダークネスの鎧に憑依して復活し、レイに襲い掛かる。宇宙の支配者の名に恥じない圧倒的な力でゴモラを圧倒し、助けに入ったグランデのレッドキングとの二対一でも圧倒するが、ペンドラゴンが乱入したことで形勢が逆転。ペダニウムランチャーの直撃を受けて大ダメージを負い、さらにEXレッドキングとEXゴモラのフレイムロードとEX超振動波を立て続けに喰らって倒された。それでもアーマードダークネスを破壊されただけで精神体は健在であり、巨大な腕状のオーラとなって惑星ハマーの崩壊にペンドラゴンを巻き込もうとするが、ウルトラマンとウルトラセブンのスペシウム光線とワイドショットに妨害され、ハマーの爆発の中に消えていった。
『大怪獣バトル ウルトラ銀河伝説 THE MOVIE』では回想シーンに登場。ウルトラマンベリアルを悪の戦士に変え、ギガバトルナイザーを授けた。頭部の角は『NEO』より角張っており、ネオバトルナイザーに酷似している。スーツは『NEO』まで使用したものを改造したのか新造形かは不詳。
50年後の物語であるゲーム版のストーリーでもレイオニクスバトルは続いており、ストーリーモードの終盤ではレイブラッド星人も精神体として登場。レイオニクスバトルの真実や様々な怪獣を召喚し、その力を強化できる能力などを見せ付けている。EXのストーリーモードの最後に、デスフェイサーと融合して主人公に戦いを挑む。
さらにNEO第4弾でレイモンと共に怪獣カードとして登場。ステータスはディフェンス以外が高く、特にパワーは星人の中で最も高いなど、肩書きに負けない戦闘力を持つ。必殺技は他の宇宙人には見られないものを所持しており、ゼットンを召喚し、命が尽きるまで一兆度の火球を連続発射させる非道な技「メタレイオニクス」、ウルトラマンを封印したとされる、敵を封じ込める霧状の光線を放つ「レイオニクスプリズン」、アーマードダークネスを召喚してそれに憑依し、ギガレゾリューム光線を放つ「レイオニックフュージョン」がある。NEO第6弾よりEXゼットンとのタッグ必殺技「アルティメットメテオ」が、NEO-GL第3弾では新必殺技として、左手から赤い念力光線を放って敵を地面に叩きつける「トラクターシュート」が追加されている。
『ウルトラマンゼロ&オールスターウルトラマン 超絶!!ウルトラリーグ』では、同じ支配者であるエンペラ星人やダークザギと手を組み、怪獣・宇宙人軍団を送り込んでウルトラ戦士の抹殺とウルトラマンゼロのウルティメイトブレスレット強奪を目論む。
- デザインは丸山浩が担当した。デザイン画での名称は、「レイコック星人」という名称もあった。当初は、人間体も描かれていた。本編第12話に登場する場面では、予算の都合から新規に着ぐるみが作れず、フィギュアで代用することとなった。既存のウルトラマンコスモスのフィギュアを型取りしたものがあり、それをベースに粘土を盛って電飾を入れて塗装して完成された。本編では上半身のみの登場だったが、手足に軽くモールドを付けて全身が作られ、そのままスキャンされたものがソフビ化された。

### ウルトラ戦士
ウルトラマン / 石の巨人
レイにテレパシーで岩に埋もれて石化した己のイメージを送り、導いていた巨人。その正体は惑星ボリスの生存者を守るため、自らの身を犠牲にしてヴィンセント島に怪獣の侵入を阻止する結界を数少ないエネルギーで張っていた初代ウルトラマンだった。惑星ボリスの異常を察知し、怪獣を倒しに来たところをレイブラッド星人の超能力によって山中の岩の中に封印されてしまう。封印されてもなお力を行使し、レイを導きつつレイブラッド星人としての覚醒を食い止めていた。その命は既に尽きかけており、レイに対して「怪獣と戦い人間を守り、この星から脱出しろ」という指針を与えた。その後レイモンの超能力によって封印を解かれるが、ペンドラゴンを助けてキングジョーブラックと共に惑星ボリスの爆発の中に消えた。だが、後に『NEO』や『ウルトラアドベンチャー』で無事生存していたことが判明し、惑星ハマーから脱出するスペースペンドラゴンを道連れにしようとするレイブラッド星人をセブンと共に倒した。
- スーツアクター：福島龍成、岩崎晋弥（NEO）

ウルトラセブン
『NEO』に登場。レイブラッド星人を倒すため惑星ハマーへ向かうが、アーマードダークネスと戦闘することになる。最終的にアーマードダークネスを自らで装着することにより闇の力を封印し、その際にアイスラッガーを落としてしまう。しかし、アーマードメフィラスにより封印を解かれレイと対峙することになる。そして、レイの投げたアイスラッガーとゴモラの攻撃により鎧は砕け元の姿に戻る。そして、レイにエレキングに替わりミクラスを授けウルトラの星へ戻る。そして最終決戦でウルトラマンと共にレイブラッド星人を倒した。
- スーツアクター：末永博志

### ペダン星人
レイオニクスハンター・ダイル
演：加藤厚成
レイオニクスハンターの中でもトップクラスの実力者。50年後の未来から来ており、レイオニクスバトルにより崩壊したペダン星を救うために派遣された。
ハーラン
演：中丸シオン
レイオニクスハンターの最高指揮官。

### その他
御蔵カレン
演：山田夏海
惑星ボリスのベラルゴシティのヴィンセント島にてZAP SPACYが保護した生存者の少女。ウルトラマンを発見し、そのテレパシーを受け取っていた。
廃墟の中でブルトンによって送り込まれた直後の、赤子のレイに出会い僅かな間ながら面倒を見ていた。そのためレイは、記憶の片隅でカレンのことを覚えていた。
ゲームや漫画版の主人公「御蔵イオ」の祖母。

### 登場怪獣・宇宙人
『ウルトラQ』から『ウルトラマンメビウス』までのシリーズに登場した怪獣からピックアップされている。

#### 『ウルトラギャラクシー大怪獣バトル』に登場
- 古代怪獣 ゴモラ（第9話以外全話）
  - 古代怪獣 EXゴモラ（第13話）
- 原始怪鳥 リトラ（S）（第2話、第4話、第6話、第7話、第10話~第12話）
  - 原始怪鳥 ファイヤーリトラ（第4話、第7話）
- 宇宙怪獣 エレキング（第8話~第12話）
  - 宇宙怪獣 リムエレキング（第9話）
- 地底怪獣 テレスドン（第1話、第2話、第7話）
- 岩石怪獣 サドラ（第1話、第5話、第6話）
- どくろ怪獣 レッドキング（第1話、第7話、第11話）
- 冷凍怪獣 ペギラ（第1話）
- 百足怪獣 ムカデンダー（第2話）
- 古代植物 ジュラン（マンモスフラワー）（第2話）
- 超古代怪獣 ゴルザ（第2話）
  - 超古代怪獣 ファイヤーゴルザ（第5話）
- 透明怪獣 ネロンガ（第3話、第7話）
- 地底怪獣 グドン（第3話）
- 宇宙大怪獣 ベムスター（第4話）
- アースロポッドタイプビースト バンピーラ（第5話）
- 奇獣 ガンQ（第5話、第6話）
- 古代怪獣 ツインテール（第6話）
- 四次元怪獣 ブルトン（第7話）
- アンフィビアタイプビースト フログロス（B）（第7話）
- 宇宙凶険怪獣 ケルビム（第8話）
- 凶暴怪獣 アーストロン（第8話、第11話）
- 土塊怪獣 アングロス（第9話）
- 宇宙礫岩怪獣 グロマイト（第9話）
- 宇宙有翼怪獣 アリゲラ（第9話）
- 巨大魚怪獣 ゾアムルチ（第9話）
- 円盤生物 ノーバ（第10話）
- 再生怪獣 サラマンドラ（第10話）
- 満月超獣 ルナチクス（第10話）
- 宇宙ロボット キングジョーブラック（第9話、第10話、第12話、第13話）
- ミサイル超獣 ベロクロン（第11話）
- 蛾超獣 ドラゴリー（第11話）
- 宇宙恐竜 ゼットン（第11話~第13話）

名前のみ登場した怪獣
- 有翼怪獣 チャンドラー（第1話 骨格標本も登場）
- 竜巻怪獣 シーゴラス（第1話）
- 異次元人 ヤプール（第12話）
- 地獄星人 ヒッポリト星人 （第12話）

#### 『ウルトラギャラクシー大怪獣バトル NEVER ENDING ODYSSEY』に登場
※宇宙人の後につく（RB）とは「レイオニクス・バトラー」という意味。レイオニクス・バトラーではないザラブ星人には（NRB）がつく。
- 古代怪獣 ゴモラ（全話）
  - 古代怪獣 ゴモラ（ブレイブバースト）（第3話、第12話）
  - 古代怪獣 ゴモラ（レイオニックバースト）（第3話〜第5話、第10話、第11話、第13話）
  - 古代怪獣 EXゴモラ（第13話）
- 原始怪鳥 リトラ（S）（第2話、第6話、第7話、第9話、第11話、第12話）
  - 原始怪鳥 ファイヤーリトラ（第7話）
- 宇宙怪獣 エレキング（第2話、第6話、第7話）
- カプセル怪獣 ミクラス（第9話〜第11話、13話）
- 変身怪人 ピット星人（RB）（第1話）
- 策略宇宙人 ペダン星人
  - レイオニクスハンター・ダイル（第1話〜第6話、第10話、第11話）
  - ハーラン司令官（第10話、第11話）
  - レイオニクスハンター（第6話、第10話、第11話）
- 古代怪獣 ゴメス（S）（第1話、第2話）
- 地底怪獣 マグラー（第1話）
- 彗星怪獣 ドラコ（第2話）
  - 彗星怪獣 ドラコ（再生）（第10話）
- 集団宇宙人 フック星人（RB）（第2話、第10話）
- 分身宇宙人 ガッツ星人（RB）（第2話、第10話）
- 宇宙大怪獣 ベムスター（第2話）
- 宇宙怪人 ゼラン星人（RB）（第3話）
- 暗殺宇宙人 ナックル星人（RB）（第3話）
- 凶悪怪獣 アーストロン（第3話）
- フィンディッシュタイプビースト ガルベロス（第3話）
- 宇宙恐竜 ゼットン（幻影）（第3話）
- 幻覚宇宙人 メトロン星人（RB）（第4話、第5話）
- 蛾超獣 ドラゴリー（第4話）
- 暗黒星人 ババルウ星人（RB）（第4話）
- 磁力怪獣 アントラー（第4話）
- 溶岩怪獣 グランゴン（尻尾のみ）（第4話）
- 伝説怪龍 ナツノメリュウ（尻尾のみ）（第4話）
- 一角超獣 バキシム（第5話）
- キール星人グランデ（第6話、第7話、第10話、第12話、第13話）
- 暴君怪獣 タイラント（第6話、第7話）
- 凶悪宇宙人 ザラブ星人（NRB）（第8話）
  - にせウルトラマン（第8話）
- 悪質宇宙人 メフィラス星人（RB）（第9話、第13話）
  - アーマードメフィラス（第9話）
  - 巨大アーマードメフィラス（第12話、第13話）
- 極悪宇宙人 テンペラー星人（RB）（第9話）
- 三面怪人 ダダ（RB）（第9話）
- 宇宙有翼怪獣 アリゲラ（第9話）
- 暗黒魔鎧装 アーマードダークネス（第9話、第12話、第13話）
- 変身怪人 ゼットン星人（RB）（第10話）
- 地底怪獣 テレスドン（第10話）
- 宇宙凶険怪獣 ケルビム（第10話）
- 宇宙ロボット キングジョーブラック（第10話、第11話）
  - 宇宙ロボット キングジョースカーレット（第11話）
- どくろ怪獣 レッドキング（第10話、第12話、第13話）
  - どくろ怪獣 レッドキング（ブレイブバースト）（第12話）
  - どくろ怪獣 EXレッドキング（第13話）
- 火山怪鳥 バードン（第11話）
- 光波宇宙人 リフレクト星人（RB）（第11話）

名前のみ登場した怪獣
- 隕石怪獣 ガラゴン
- 食いしん坊怪獣 モットクレロン

## 『大怪獣バトル ULTRA MONSTERS』の登場キャラクター
今までシルエットのみ、あるいは名前だけの登場で姿が分からなかったキール星人とペダン星人の姿が明らかになっている。

### 主人公サイド
主人公
主人公の少年たち。
御蔵イオ
漫画『大怪獣バトル ウルトラアドベンチャー』の主人公。ひょんなことからバトルナイザーを拾い地球のレイオニクスとなる。『大怪獣バトル ウルトラアドベンチャー』で、『ウルトラギャラクシー大怪獣バトル』に登場した御蔵カレンの孫であることが明かされた。
アサマ・アイ
漫画『大怪獣バトル ウルトラアドベンチャーNEO』の主人公。「ウルトラマンティガ」の世界（後にテレビ番組とはまた違う次元と判明）に住む少年で、カネゴンとの出会いでバトルナイザーを拾い、地球のレイオニクスとなる。
友好珍獣 ピグモン
声：西原久美子
EXまでのナビゲーター。レッドキングに襲われたところを主人公のバトルナイザーに収容され、以後彼をサポートする。語尾に「っピ」とつける。実はレイブラッド星人の部下だったのだが、最終的にはレイブラッドを裏切る。
コイン怪獣 カネゴン
声：不明
本人曰くレイオニクスで、使役している怪獣はレッドキング。EXでは顔見せ程度の登場で、お小遣い（100円）と引き換えに主人公に手を貸してくれる。
NEOではナビゲーター的存在となり、キリエロイドたちに追われる途中で平行世界に迷い込み、主人公と出会う。

### 敵キャラクター
ヒッポリト星人
声：塩屋浩三
バトルナイザーを狙う宇宙人の一人。モンスアーガーを使役する。紳士的な態度で主人公に近づきバトルナイザーを騙し取ろうとする。
異次元人 ヤプール
声：玄田哲章
レイブラッド星人を恐れており（『ウルトラアドベンチャー』で滅ぼされかけたことが語られており、恐らくそれが理由）、バトルナイザーを破壊しようと配下の超獣たちを送り込む。レイブラッド星人亡き後のNEOでもバトルナイザー狩りを目的に登場し、合体して巨大ヤプールとなり、エースキラーとバキシムを引き連れて自らも闘いに参加した。カネゴンから「ヤプール星人」と呼び間違えられた時は「ヤプール人だ!」と怒って訂正していた。
NEO後期のギャラクシーサーガモードではレイオニクスの生き残りであるレイを狙っていたのが事件の発端であり、さらに過去の歴史を変えてウルトラ兄弟を抹殺しようと、ゴルゴダ星のエースキラーとの戦いに乱入する。
ペダン星人
主人公にキングジョーブラックを送り込んできた宇宙人。キングジョーブラックが倒された後、ペダン星に連れて行こうとするが、ナックル星人の襲撃に遭い、全滅した。ピグモン曰く「執念深い奴ら」。
漫画版では調査中に何者かに襲われてしまい、未知の地に不時着したらしい。なお、この作品では詳細な姿と素顔が明らかになっており、ロングヘアーの老人のような素顔をしたペダン星人と、ドロシーという女性ペダン星人が登場している。また、マスクもキングジョーの胸部を彷彿とさせるデザインとなっている（このデザインは『ウルトラギャラクシーNEO』で採用された）。
ナックル星人
声：中尾隆聖
バトルナイザーを狙う宇宙人の一人。ペダン星人と敵対関係にあり、主人公たちを連行していた彼らの円盤を襲撃した。原作と同様にブラックキングを使役している。
ギギ
声：不明
惑星アヴァルのZAP基地を破壊した。エレキングとネロンガを使役する。
ババルウ星人
声：不明
レイオニクスになれなかった腹いせにレイモンを抹殺し、歴史を改変しようと目論む宇宙人。バジリスとキングオブモンスを使役する。
NEOでは他の宇宙人たちと共にカネゴンのバトルナイザーを奪おうとする途中で平行世界に迷い込み、マグマ星人と共に主人公を攻撃する。
キリエロイド
声：不明
他の宇宙人たちと共にカネゴンのバトルナイザーを奪おうとする途中で平行世界に迷い込む。レイオニクスである主人公の力を確かめるべくテンペラー星人と共に戦いを挑んでくる。その後にグローザムに攻撃され氷漬けになったが、後に復活して再び主人公たちの前に現れる。
マグマ星人
声：無し
他の宇宙人たちと共にカネゴンのバトルナイザーを奪おうとする途中で平行世界に迷い込み、ババルウ星人と共に主人公を攻撃する。
テンペラー星人
声：郷里大輔
他の宇宙人たちと共にカネゴンのバトルナイザーを奪おうとする途中で平行世界に迷い込む。「100万円で買ってやる」などと言ってカネゴンにバトルナイザーを渡すよう要求し、さらにはキリエロイドと共に主人公にも襲い掛かる。また、カネゴンに一度「テンプラ星人」と呼び間違えられた時は、「テンペラー星人だ！」と怒って訂正していた。
グローザム
声：江川央生
高い再生能力を持ち、冷気攻撃を得意とする強力な宇宙人。キリエロイドと戦う主人公たちの前に突如として姿を現し、インペライザーを召喚して主人公に襲い掛かる。ストーリー後半にも登場し、その際はアーマードダークネスの力により、自らのために作り出された鎧を身に纏ったアーマードグローザムにパワーアップし、主人公に再び戦いを挑む。
ガッツ星人
声：龍田直樹
バトルナイザーの秘密を解き明かそうとする宇宙人で、その実験台としてバトルナイザーを持つ主人公たちを連れ去る。グランドキングを使役しており、実験惑星にてそれを目覚めさせ自らも巨大化し、バトルナイザーのデータ収集のため主人公に戦いを挑む。原作同様複数登場し、今作では3体が登場。
『大怪獣バトルNEO』後期のギャラクシーサーガモードにてハマーでレイに倒されたガッツ星人（RB）の魂がナースに憑依して、エースロボットと共に再戦する。
エースロボット
NEO第7弾のギャラクシーサーガモードに登場。エースキラーの性能テストのために爆破されたが、後に復活し、本物のウルトラマンAと戦うことになる。二人のエースが戦っているところをオキが目撃する。

#### レイオニクス・レイブラッド関連
レイモン
声：南翔太
レイモンを参照。
レイブラッド星人
声：佐藤正治
レイブラッド星人を参照。
キール星人 ヴィットリオ
声：日比愛子
好戦的な種族であるキール星人のレイオニクス。主人公のライバルで、EXゴモラを使役する。地球人に対して敵対的な態度をとっており、主人公とピグモンに対しても挑発的だが、徐々に彼らを認めていく。ボスタング型の宇宙船に搭乗している。また、レイブラッド星人亡き後のNEOにも登場。レイブラッドの邪気を感じて、平行世界にやって来て、そこで主人公たちと遭遇する。こちらでは若干子供のような性格に変化している。なお、『ウルトラギャラクシーNEO』では彼の種族もまたペダン星人同様、人間と同じ顔をした宇宙人であることが分かっている。
『ウルトラアドベンチャー』では金髪のオールバックをした鋭い目つきの少年で年齢は12、13歳程度だと語られている。
メトロン星人
声：不明
メトロン星人のレイオニクスで、これまでの個体と違いかなり好戦的。EXレッドキングを使役している。
『大怪獣バトルNEO』後期のギャラクシーサーガモードにてハマーでレイに倒されたメトロン星人（RB）の魂がインペライザーに憑依して、キングジョーブラック、グローカービショップと共に再戦する。口調がゲーム版に合わせて変更されているが、最期の「忘れんぞ、この屈辱!!」はそのまま。
ザラブ星人
声：不明
ザラブ星人のレイオニクス。やはり好戦的な性格で、EXエレキングを使役している。
NEOではにせウルトラマンに変身してネオバトルナイザーを奪おうとする。
バトルナイザー
声：堀秀行（ナレーターも兼任）
怪獣を実体化する装置。レイオニクスの証でもある。一見すると機械に見えるが、『ウルトラギャラクシーNEO』で純粋な機械ではなく、機械と有機体が混ざり合ったハイブリッドで、レイオニクスの成長に合わせて変化していく性質を持っていることが分かっている。そのためか、NEOではある程度レイオニクスのレベルが上がると、それに合わせて進化形態と言える「ネオバトルナイザー」へと形を変える。

### ゲームオリジナル怪獣
歴代の作品に登場した怪獣や宇宙人の強化形態やバリエーションなどが、ゲームオリジナルキャラとして登場している。詳細はそれぞれのリンク先を参照。
宇宙ロボット キングジョーブラック
宇宙ロボット キングジョースカーレット
異次元超人 カブトザキラー
アーマードメフィラス
EXゴモラ
EXレッドキング
EXエレキング
EXタイラント
EXタイラント (デスボーン)
EXゼットン
アーマードグローザム
一角紅蓮超獣 バキシマム